# Morte di sant'Anna
La Morte di sant'Anna è un dipinto a olio su tela (142×95 cm) di Francesco Monti, databile al 1740 e conservato nella chiesa di San Zeno al Foro a Brescia, nel secondo intercolumnio sinistro.

## Storia
La piccola pala viene probabilmente commissionata dalla Nobile Congregazione delle Cento Dame che aveva sede in San Zeno al Foro e, come protettrice, aveva appunto sant'Anna. La data di esecuzione è nota grazie alla diretta testimonianza di Giovanni Pietro Dolfin, promotore dell'integrale rifacimento della chiesa negli anni quaranta del Settecento, il quale nella sua Relazione intorno alla chiesa del 1750 annota che "nell'anno 1740 furono terminate [...] la pala di S. Anna".
La pala è registrata dalle guide artistiche della città, a partire da quella di Francesco Maccarinelli nel 1747, al secondo altare destro. Sopravvissuta alle requisizioni ottocentesche, è quindi vista da Antonio Morassi nel 1939 appesa nel corridoio presso la sagrestia, in cattivo stato di conservazione. Dalla seconda metà del Novecento è nuovamente collocata nell'aula della chiesa, nel secondo intercolumnio sinistro.
Il dipinto è stato completamente restaurato tra il 1980 e il 1981.

## Descrizione
Il dipinto raffigura il momento della morte della madre di Maria, stesa su un letto tra le braccia della figlia, che le sta alle spalle. A destra vi sono san Gioacchino, marito di Anna, e san Giuseppe, marito di Maria.
La scena si svolge all'interno di un'architettura, della quale si scorgono alcuni dettagli sullo sfondo, ma in parte coperta da nubi, in alto a destra, dove appaiono due angioletti, e in alto a sinistra, dove un altro angioletto sostiene un ampio drappo. Un quarto angioletto è ai piedi del letto e regge una grande lucerna.

## Stile
Il dipinto è posteriore alla Pietà per la stessa chiesa, della quale è nota l'esecuzione nel 1738 nuovamente grazie agli scritti del Dolfin. Le due tele presentano alcune analogie, soprattutto nel corpo morente di Gesù nella Pietà, di sant'Anna in questa pala, ma nel complesso rivelano una concezione molto differente. Ruggeri rileva ulteriori affinità nella Morte della Vergine, affresco monocromo della chiesa di Santa Maria della Pace, posteriore di tre anni.
Il restauro del 1980-81 ha ridonato alla tela l'originale tonalità cromatica, nonché gli evidenti caratteri di traduzione dalla pittura di Giambattista Pittoni, che il Monti avvia già a partire dalla produzione bolognese. Nel 1740 il Pittoni aveva già consegnato le sue pale per la chiesa di Santa Maria della Pace e per la chiesa di San Giorgio: il contatto con queste due opere dovette essere decisivo per le successive scelte del Monti, che in questa tela dimostra un improvviso e profondo allontanamento dagli stilemi utilizzati per l'esecuzione della Pietà di solamente due anni prima.